# Oenenu Utara
Oenenu Utara is een bestuurslaag in het regentschap Timor Tengah Utara van de provincie Oost-Nusa Tenggara, Indonesië. Oenenu Utara telt 1010 inwoners (volkstelling 2010).